# Bečići
Bečići är en liten ort i kommunen Budva, två kilometer öster om staden Budva vid Adriatiska havet i Montenegro. Folkmängden uppgick till 891 invånare vid folkräkningen 2011.
Bečići är en tidigare fiskeby med en nästan 2 km lång strand, där det har byggts flera turisthotell. Staden ligger i turistområdet Budvanska rivijera.[källa behövs] Det finns ett sjukhus, 15 hotell  och två kyrkor i Bečići. 
Bečići ligger utefter stranden med relativt branta, lite skogbevuxna berg i bakgrunden. Befolkningen har montenegrinsk majoritet, men många ryssar bosätter sig i området i takt med byggandet av fina villor och utveckling av turismen.[källa behövs]
Hotel Splendid i Bečići är ryskt och det är det förnämsta i Montenegro. Scener till James Bond-filmen Casino Royale spelades in på hotellet.[källa behövs]